# Indianapolis 500 2003

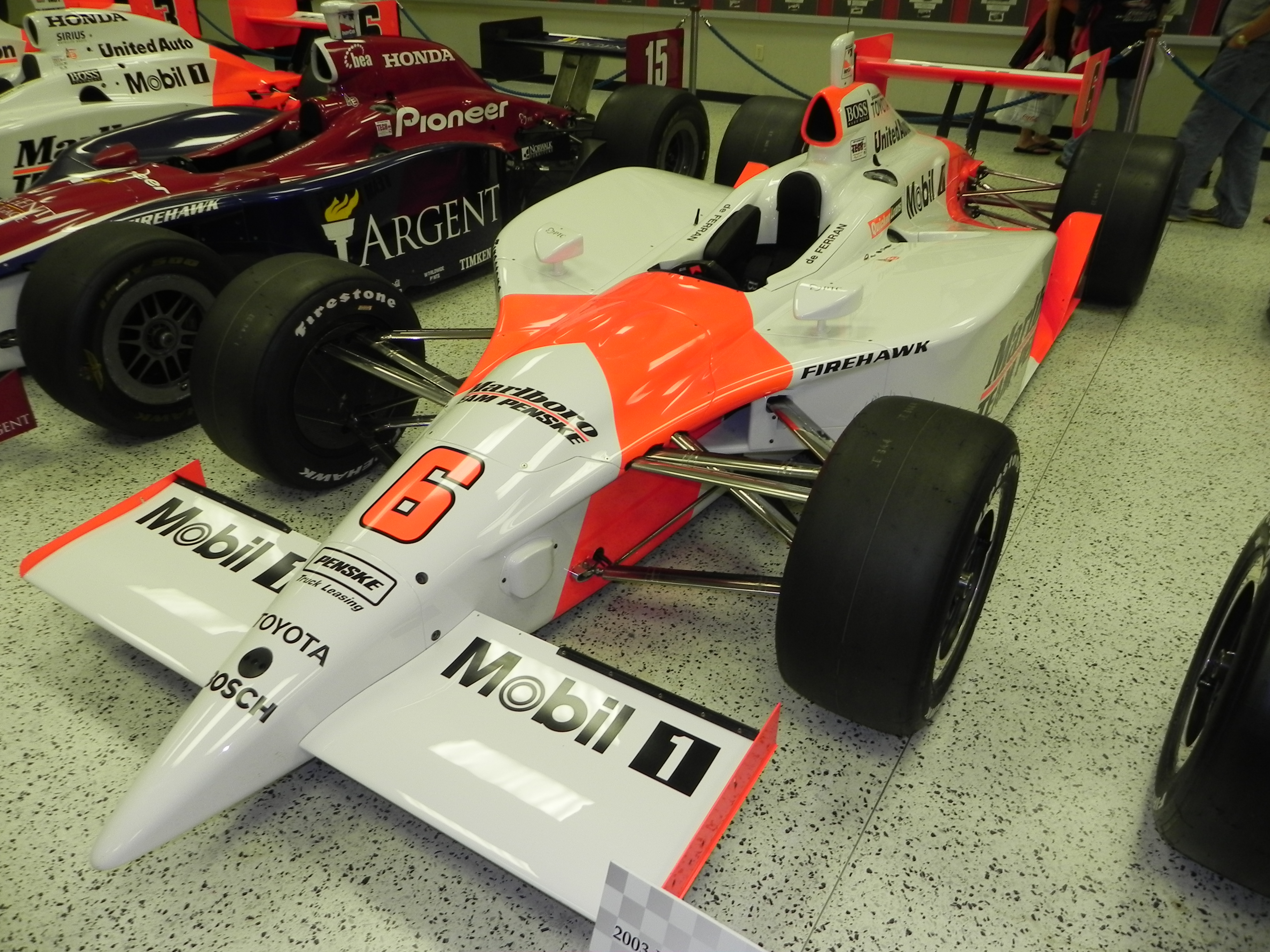
Gil de Ferrans vinnarbil utställd på Indianapolis Motor Speedway Museum.

Indianapolis 500 2003 kördes den 25 maj på Indianapolis Motor Speedway och ingick i IndyCar Series samma säsong. 
Gil de Ferran vann, och gjorde att möjligheten för hans stallkamrat Hélio Castroneves att ta tre raka segrar i tävlingen försvann, något som gjorde att ingen ännu hade tagit ett Indy-hattrick. De Ferran tog sin första seger i Indy 500, medan Castroneves blev tvåa, vilket tangerade A.J. Foyts treårssvit från början av 1970-talet. Castroneves tog även pole position med en snittfart på 231,725 mph = 372,920 kmh. 
Det var även första gången ett annat land än USA tog hand om de tre pallplatserna, då de Ferran, Castroneves och trean Tony Kanaan alla var ifrån Brasilien. Det var även den första gången ingen av de fem första förarna kom ifrån Nordamerika.

## Startgrid
| Plats | Förare            | Team                     | Fart (mph) |
| ----- | ----------------- | ------------------------ | ---------- |
| 1     | Hélio Castroneves | Marlboro Team Penske     | 231.725    |
| 2     | Tony Kanaan       | Andretti Green Racing    | 231.006    |
| 3     | Robby Gordon      | Andretti Green Racing    | 230.205    |
| 4     | Scott Dixon       | Chip Ganassi Racing      | 230.099    |
| 5     | Dan Wheldon       | Andretti Green Racing    | 229.958    |
| 6     | Kenny Bräck       | Team Rahal               | 229.509    |
| 7     | Tora Takagi       | Mo Nunn Racing           | 229.358    |
| 8     | Tony Renna        | Kelley Racing            | 228.765    |
| 9     | Scott Sharp       | Kelley Racing            | 228.756    |
| 10    | Gil de Ferran     | Marlboro Team Penske     | 228.633    |
| 11    | Roger Yasukwawa   | Fernández Racing         | 228.577    |
| 12    | Tomas Scheckter   | Chip Ganassi Racing      | 227.768    |
| 13    | Michael Andretti  | Andretti Green Racing    | 227.739    |
| 14    | Greg Ray          | Access Motorsports       | 227.288    |
| 15    | Shinji Nakano     | Beck Motorsports         | 227.222    |
| 16    | Felipe Giaffone   | Mo Nunn Racing           | 227.210    |
| 17    | Al Unser Jr.      | Kelley Racing            | 226.285    |
| 18    | Sam Hornish Jr.   | Panther Racing           | 226.225    |
| 19    | Buddy Rice        | Cheever Racing           | 226.213    |
| 20    | Jaques Lazier     | Team Menard              | 225.975    |
| 21    | Buddy Lazier      | Hemelgarn Racing         | 224.910    |
| 22    | Robbie Buhl       | Dreyer & Reinbold Racing | 224.369    |
| 23    | A.J. Foyt IV      | A.J. Foyt Enterprises    | 224.177    |
| 24    | Sarah Fisher      | Dreyer & Reinbold Racing | 224.170    |
| 25    | Alex Barron       | Mo Nunn Racing           | 227.274    |
| 26    | Vitor Meira       | Team Menard              | 227.158    |
| 27    | Jimmy Vasser      | Team Rahal               | 226.872    |
| 28    | Richie Hearn      | Sam Schmidt Motorsports  | 225.864    |
| 29    | Billy Boat        | Panther Racing           | 225.598    |
| 30    | Shigeaki Hattori  | A.J. Foyt Enterprises    | 224.589    |
| 31    | Robbie McGehee    | Panther Racing           | 224.493    |
| 32    | Jimmy Kite        | PDM Racing               | 224.195    |
| 33    | Airton Daré       | A.J. Foyt Enterprises    | 223.609    |

Följande förare missade att kvalificera sig
- Bryan Herta (skada)
- Arie Luyendyk (skada)
- Scott Mayer

## Resultat
| Plats | Förare            | Team                     | Grid |
| ----- | ----------------- | ------------------------ | ---- |
| 1     | Gil de Ferran     | Marlboro Team Penske     | 10   |
| 2     | Hélio Castroneves | Marlboro Team Penske     | 1    |
| 3     | Tony Kanaan       | Andretti Green Racing    | 2    |
| 4     | Tomas Scheckter   | Chip Ganassi Racing      | 12   |
| 5     | Tora Takagi       | Mo Nunn Racing           | 7    |
| 6     | Alex Barron       | Mo Nunn Racing           | 25   |
| 7     | Tony Renna        | Kelley Racing            | 8    |
| 8     | Greg Ray          | Access Motorsports       | 14   |
| 9     | Al Unser Jr.      | Kelley Racing            | 17   |
| 10    | Roger Yasukawa    | Fernández Racing         | 11   |
| 11    | Buddy Rice        | Cheever Racing           | 19   |
| 12    | Vitor Meira       | Team Menard              | 26   |
| 13    | Jimmy Kite        | PDM Racing               | 32   |
| 14    | Shinji Nakano     | Beck Motorsports         | 15   |
| 15    | Sam Hornish Jr.   | Panther Racing           | 18   |
| 16    | Kenny Bräck       | Team Rahal               | 6    |
| 17    | Scott Dixon       | Chip Ganassi Racing      | 4    |
| 18    | A.J. Foyt IV      | A.J. Foyt Enterprises    | 23   |
| bröt  | Dan Wheldon       | Andretti Green Racing    | 5    |
| bröt  | Scott Sharp       | Kelley Racing            | 9    |
| bröt  | Buddy Lazier      | Hemelgarn Racing         | 21   |
| bröt  | Robby Gordon      | Andretti Green Racing    | 3    |
| bröt  | Robbie Buhl       | Dreyer & Reinbold Racing | 22   |
| bröt  | Airton Daré       | A.J. Foyt Enterprises    | 33   |
| bröt  | Robbie McGehee    | Panther Racing           | 31   |
| bröt  | Jimmy Vasser      | Team Rahal               | 27   |
| bröt  | Michael Andretti  | Andretti Green Racing    | 13   |
| bröt  | Richie Hearn      | Sam Schmidt Motorsports  | 28   |
| bröt  | Jaques Lazier     | Team Menard              | 20   |
| bröt  | Shigeaki Hattori  | A.J. Foyt Enterprises    | 30   |
| bröt  | Sarah Fisher      | Dreyer & Reinbold Racing | 24   |
| bröt  | Billy Boat        | Panther Racing           | 29   |
| bröt  | Felipe Giaffone   | Mo Nunn Racing           | 16   |